# Pergrata Nobis
Pergrata Nobis (en español, "Nos complace") es la vigésimo primera encíclica de León XIII, de fecha 14 de septiembre de 1886, que dirige a los obispos de Portugal, sobre la situación de la Iglesia en ese país.

## Contexto histórico
La monarquía liberal portuguesa quedó restablecida en 1834 mediante la Convención de Évora que ponía fin a una guerra civil entre conservadores y liberales, restableciéndose la Carta Constitucional de 1826. Esta victoria supuso el inicio de una política anticlerical, se suprimieron las órdenes religiosas y se confiscaron sus tierras; sin embargo, el Estado continuó siendo oficialmente católico y usando sus prerrogativas para la nominación de obispos.  La Santa Sede en los concordatos de 1848, 1857 y 1868, reconocía los privilegios históricos de la corona: Según la letra de la ley,  la jerarquía de la iglesia portuguesa no podía recibir bulas de Roma, hacer nombramientos o incluso ordenar sacerdotes sin el consentimiento de la corona.
A medida que avanzaba el siglo y el régimen se vio presionado por demandas de una mayor liberalización, el conservadurismo constitucional estableció una vez más una identidad más estrecha entre el gobierno y la iglesia. Esta actitud estuvo especialmente presente en periodo entre 1868 y 1889, conocido como Fontismo, caracterizado por una mayor estabilidad política; es en ese periodo cuando, tras el Concordato de 1868, León XIII dirige al episcopado portugués esta encíclica; y también cuando en 1896 Hintze Ribeiro dictó el decreto que permitía, bajo ciertas condiciones, el establecimiento de órdenes religiosas

## Contenido de la encíclica
Pergrata nobis accidit communis epistola vestra, quam superiore mense accepimus, quaeque illud maxime, testabatur, vos civesque vestros libentibus animis cognovisse novissima Apostolicae Sedis cum regno Lusitano pacta conventa, de iisque laetari, velut de re bene gesta ac bono publico non minimum profutura.
Nos ha agradado la carta conjunta, que recibimos el pasado mes, con la que testimonia vuestra satisfacción y  la de vuestros conciudadanos al conocer los recientes acuerdos establecidos entre la Sede Apostólica y el reino de Portugal, y que se alegraron como de algo bien hecho y un gran bien público en el futuro.

La finalidad de esos acuerdos -explica el papa- era mantener los privilegios concedidos a los reyes de Portugal por su apoyo a la causa católica; y una mejor organización de la evangelización de las colonias. Manifiesta, además, su confianza en que el cristianismo siga floreciendo en el país, contando con el buen hacer del episcopado, de todos los fieles, y de los gobernantes.

### Papel que ha desempeñado el cristianismo en la historia de Portugal
La encíclica pondera simultáneamente la gloria del imperio portugués, el influjo que ha tenido el su fe católica, y el modo en que la expansión del imperio ha supuesto una gran tarea evangelizadora. Los papas siempre han expresado su gratitud al pueblo portugués, de lo que son muestra los honores concedidos a sus reyes. El papa hace notar los beneficios que esta relación de armonía entre la Iglesia y el Reino ha supuesto para ambos. Esta unidad 

no sólo ha permanecido intacta, sino que ha representado, junto con la autoridad y el poder de las leyes, el fundamento de la constitución política. Estas cosas, tan gratas y agradables de recordar, muestran que la condición del catolicismo, con los remedios apropiados adoptados, puede sin dificultad mejorar mucho.

### Relaciones de la Iglesia y el Estado
Recuerda la encíclica cómo, tal como muestra la historia, la gloria de Portugal ha estado unida a la religión católica; del mismo modo la guía de la religión hará que el gobierno se ajuste al carácter y la voluntad del pueblo, pues la fe católica es la religión legítima de Portugal. Por tanto, es enteramente apropiado que la religión goce de la protección de la ley y de lsa autoridades del Estado, asegurando públicamente su continuidad.  
Por otra parte, los que tienen autoridad en la Iglesia, han de actuar con prudencia, de modo que quede de manifiesto que, con sus decisiones, lejos de oponerse al poder civil, ayudan a la seguridad de los ciudadanos y a la tranquilidad pública. 

En consecuencia, será vuestra tarea, Venerables Hermanos, dirigir todas las fuerzas de vuestra laboriosidad y vuestra solicitud a este ámbito para que, apartando con cuidado todo lo que os parezca un obstáculo, logréis una sana unión de las almas. Y esto sucederá más fácilmente, según vuestros deseos, si en una empresa de tan gran valor, no procedéis separadamente, sino uniendo vuestros esfuerzos.

Para facilitar una decisión adecuada antes las cuestiones que requieran una respuesta de los obispos, el papa les remite a las enseñanzas de su reciente encíclica sobre la organización cristiana del Estado

### Cuidados pastorales
Tras orientar al episcopado en sus relaciones con el poder civil, el papa pasa a señalar tres cuestiones que deben cuidar especialmente. En primer lugar los seminarios, ya que durante tiempo han faltado en algunas diócesis; ahora, que ya los hay, o se están acabando de reconstruir, ha de cuidarse la formación de los nuevos sacerdotes y la encíclica recuerda que 

Para formar un clérigo son absolutamente necesarias dos cosas: la doctrina para el cultivo de la mente, y la virtud para la perfección del alma. A las disciplinas humanísticas en que suele basarse la educación del adolescente, hay que añadirlas las disciplinas sagradas y canónicas, después de cerciorarse especialmente en estos tiempos, de que la doctrina de estas materias es sana, absolutamente íntegros, enteramente conforme a los documentos de la Iglesia, y rica en fuerza y argumentos, para que pueda exhortar y refutar a los que la contradicen.

El papa pide a los obispos esta misma solicitud hacia los sacerdotes; en la medida en que se reduce el número de sacerdotes, más generosos deberán ser en su trabajo pues, ciertamente, "la mies es mucha". La dedicación del clero en la formación de pueblo, con especial atención a los jóvenes, dará su fruto, confiando en la eficacia del ejemplo.
En tercer lugar, la encíclica se refiere, a la necesidad de tener en cuenta la repercusión que las publicaciones tienen en todos. Por esto, han de poner los medios para apartar a los fieles de los escritos nocivos, y orientarlos hacia a los que transmiten buena doctrina. Además, por esto interesa que bajo el cuidado y la guía de los obispos se publique prensa que pueda remediar los errores que desde otras publicaciones se difunden. 
Concluye el papa, antes de impartirles la bendición apostólica, haciendo notar a los obispos que para llevar adelante las tareas que les ha trasmitido es necesario que todos los que participan en su labor pastoral estén sujetos a su autoridad, dando ejemplo, también en esto, a todos los fieles.